# Кунгурское техническое училище Губкина

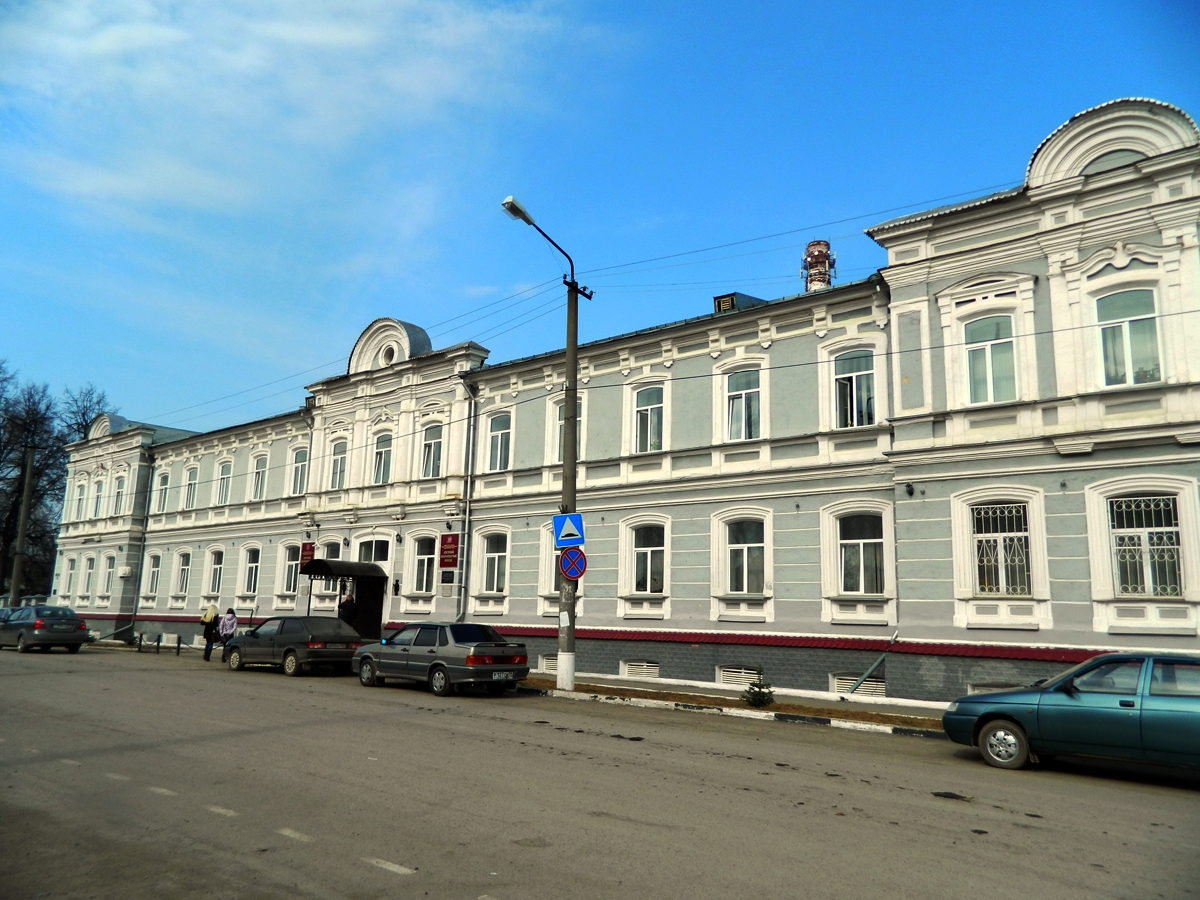
Кунгурское техническое училище Губкина

Техническое училище Губкина — техническое учебное заведение, действовавшее в Кунгуре в XIX—XX вв. Здание училища является памятником градостроительства и архитектуры регионального значения. Находится по адресу: ул. Просвещения, 9.

## История
Российский предприниматель, купец и благотворитель, почётный гражданин Кунгура Алексей Семёнович Губкин, открывая своё дело, дал обет жертвовать каждую копейку с заработанного рубля бедным или на богоугодное дело. Одним из проявлений его благотворительной деятельности стало создание Технического училища — первого на Урале заведения подобного типа, готовившего техников. Училище входило в пятёрку средних технических училищ России, ему покровительствовал император Александр III.
Для постройки училища Губкин выбрал место на окраине города в междуречье Сылвы и Ирени рядом с густым лесом. Постройка здания началась 1 мая 1872 года по проекту архитектора из Санкт-Петербурга Р. Р. Генрихсена и под руководством выпускника Санкт-Петербургского технического института инженера В. И. Ясинского, впоследствии ставшего первым директором училища.
Комплекс зданий Технического училища был построен через пять лет в 1877 г. Он обошёлся Губкину около 1 миллиона рублей. Училище вошло в ведомство Министерства финансов по Департаменту торговли и мануфактуры. Первый Устав училища ставил целью обучения:
…воспитание и обучение полезным занятиям и ремеслам малолетних мужского пола всех состояний, званий и вероисповеданий
Трёхэтажное здание училища было построено по современным для того времени технологиям с паровым отоплением. Училище располагало хорошо оснащёнными химической лабораторией, мастерскими, литейной и кузницей, а также библиотекой и больницей. В училище, которое получило широкую известность в России, приезжала на обучение молодёжь из Казанской, Ярославской, Вологодской, Костромской, Тобольской губерний.
Открытие училища состоялось 17 июля 1877 года. Оно располагало квалифицированным преподавательским составом. Первоначально обучение длилось 6 лет, но с 1883—1884 учебного года в соответствии с распоряжением Министра Народного Просвещения от 28 июля 1883 г. обучение стало четырёхклассным, а условием поступления в 1-й класс с 1883 г. стало наличие аттестата об окончании городского училища.
Губкинское училище обучало учеников, численность которых достигала 150 человек, широкому спектру предметов: кожевенному, слесарному, токарному, кузнечному, литейному мастерству, а также богословию. Некоторые работы учеников демонстрировались в 1900 г. в Париже на Всемирной выставке, а в 1901 г. на одной из российских выставок училище получило малую серебряную медаль.
В 1918 г. после Октябрьской Революции 1917 г. училище было переименовано в Механический техникум. С 1928 г. оно называлось Машиностроительным техникумом, с 1950 г. — Нефтяным техникумом, с 1960 г. — Автомеханическим техникумом, с 1971 г. — Автотранспортным техникумом. С 1992 г. и поныне Губкинское училище известно как Кунгурский автотранспортный колледж.
В 1931 г. мастерские училища были реструктурированы в школу-завод, ныне это — Кунгурский машиностроительный завод.